# Albrecht Weber
Albrecht Friedrich Weber (17. února 1825 Vratislav – 30. listopadu 1901 Berlín), byl německý indolog a historik, který se zabýval zejména výzkumem véd a džinismu.

## Život
Albrecht Weber byl synem ekonoma Friedricha Benedikta Webera. V letech 1842 až 1845 studoval lingvistiku na univerzitách ve Vratislavi, Bonnu a Berlíně, zaměřoval se na orientální jazyky. V roce 1846 podnikl studijní cestu do Londýna. Poté, co na Berlínské univerzitě získal doktorát a habilitaci (1848), pracoval jako soukromý badatel staroindických jazyků a literatury. V tomto oboru byl jmenován mimořádným profesorem (1856) a později řádným profesorem (1867). Dne 27. listopadu 1851 byl přijat za mimořádného člena Berlínské akademie věd.
Přeložil do angličtiny mnoho důležitých a v některých případech i velmi rozsáhlých sanskrtských textů. Napsal „Dějiny indické literatury“. V roce 1850 se stal redaktorem časopisu „Indische Studien“. Mezi jeho velké úspěchy patří to, že byl jedním z prvních indologů, kteří zkoumali džininskou literaturu a zpřístupnili ji Západu. To se mu podařilo poté, co mu Georg Bühler poslal z Indie několik rukopisů, které okamžitě intenzivně studoval. Výsledky svého výzkumu publikoval v pojednání „O posvátných písmech džinů“. Studoval také džininský prákrt.
V roce 1860 byl zvolen členem korespondentem Ruské akademie věd v Petrohradu, v roce 1891 zahraničním členem Královské dánské akademie věd a v roce 1894 Académie des inscriptions et belles-lettres v Paříži.